# Шехзаде Коркут (син Бајазита II)
Шехзаде Коркут (тур. Şehzade Korkut; 1469 — 1513) је био други по реду син султана Бајазита II, он је накратко био и регент Османског царства.

## Биографија
Коркут је рођен у Амасији 1469. године. Његов отац је био Бајазит II, а мајка Нигар-хатун. Када је његов деда Мехмед II Освајач умро 1481. године, он је служио као регент за престо на 18 дана, све док његов отац није стигао у Истанбул.
Шехзаде Коркут је 1484. године постављен за намесника Манисе. Након писма 1502. године да му не одговара клима у Маниси и да буде поставњен ближе престоници, отац га кажњава због гордости и поставља га за намесника Теке(данашња Анталија). Када је схватио да је миљеник његовог оца шехзаде Ахмет, тражио је да му врати некадашњи санџак; пошто је одбијен 1509. године, побегао је у Египат под изговором ходочашћа. Египат је тада био под влашћу Мамлука и тамошњи султан је топло примио Коркута. Ово је разбеснело Бајазита, али је он опростио Коркуту и дозволио му да се врати у Османско царство.
У то време Бајазид је већ био стар и слаб. Коркут је одлучио да се пресели у Манису како би био ближе престоници. Касније је тајно стигао у Истанбул како не би пропустио предстојећу борбу за власт између своје браће. Међутим, тамо готово није нашао присталице. Тада се састао са својим братом Селимом, који га је убедио да се врати у свој санџак. Коркут је одустао од свих претензија на престо и није учествовао у рату између Ахмета и Селима.
Селим је постао нови султан 1512. године. Почетком 1513. године, неповерљиви Селим је одлучио да тестира Коркутову лојалност слањем фалсификованих писама у име неких државника царства, у којима је Коркут позван да учествује у устанку против Селима. Сазнавши за позитиван одговор свог полубрата, Селим је наредио да Маниса буде опкољена. По његовом наређењу, шехзаде Коркут је ухваћен и погубљен 13. марта 1513. године.

## Потомство[2]
Имао је два сина која су умрла као новорођенчад , и три ћерке :
- Фатма-султанија (1489 — након 1528) - удата за Али-бега 1505. године , који је био намесник баликесирског округа.
- Ферахшах-султанија (1495 — пре 1528) - удата први пут за Малкочоглу Али-бега 1511. године, док није погинуо 1514. године у бици код Чалдирана. Селим I ју је други пут удао 1516. године за Мехмед Бали-ефендију. Из другог брака је родила сина. Према легенди, ова султанија је посумљала да је њен муж Бали-ефендија гледао руку служавке за столом док је служила храну. Из љубоморе, Ферахшах-султанија је наредила да се одсече рука девојци и да се стави у врећу и баци у Босфор. Након што је за сулчај сазнао њен супруг, жалио се султану Сулејману, који је наредио да се султанија Ферахшах погуби. На месту где је погубљена, изграђена је џамија у сећање на њу.
- Селџук-султанија